# 大山庄太夫
大山 庄太夫（おおやま しょうだゆう、文化5年（1808年）- 慶応2年11月13日（1866年12月19日））は、江戸時代後期から末期の庄内藩士。留守居役。

## 略歴
- 1808年（文化5年） - 庄内藩士で浮世絵師の大山北李の長男として江戸に生まれる。
- 1826年（文政9年） - 家督を相続。酒井忠器の近習となる。
- 1831年（天保2年） - 供頭、のち物頭
- 1838年（天保9年） - 留守居役
- 1840年（天保11年） - 幕府の三方領知替えによる長岡転封事件で、外交手腕と人脈を駆使して幕府の転封撤回に尽力し殊功を立てる。
- 1845年（弘化2年） - 350石に加増
  - この頃より酒井右京ら公武合体派（改革派）の陰謀（藩主酒井忠発の廃立）に加担する。
- 1853年（嘉永6年） - 改革派が忠発の嫡男・忠恕の家督を求める陳情書を老中阿部正弘に提出
- 1854年（安政元年） - 後ろ盾である酒井忠器が没したため、役職を解任され庄内勤務となる。
- 1861年（文久元年） - 大納戸
- 1862年（文久2年） - 病気を理由に隠居し、養子の春治に家督を譲る。
- 1864年（元治元年） - 陳情書を老中稲葉正邦に提出
- 1866年（慶応2年） - 右京をはじめ公武合体派はことごとく監禁・謹慎に処され（丁卯の大獄）、庄太夫は自宅に監禁される。
  - 11月13日 - 自宅の便所にて密かに自刃する。享年59

### 死後
- 1867年（慶応3年） - 塩漬けにされていた死体が、腰切の刑に処せられる。鶴岡市鳥居町の正覚寺に無名の自然石が一つ置かれただけの墓が作られる。
- 1943年（昭和18年） - 大甥の服部剛治によって墓碑が建造され、同じく大甥の松平穆堂によって碑銘が書かれる。
- 1974年（昭和49年）5月 - 墓碑継承の法要が行われ、酒井家当主酒井忠明と、庄太夫、酒井右京、酒井奥之助、松平舎人の直系子孫らが出席する。

## 親族一族
- 父：大山北李 - 庄内藩士、浮世絵師
- 養子：大山春治 - 酒井権七郎の息子
- 大甥：服部五老 - 南画家
- 大甥：黒羽根秀雄 - 海軍大佐、防護巡洋艦「対馬」艦長
- 大甥：松平穆堂 - 書家
- 曽姪孫：服部二柳 - 南画家
- 曽姪孫：齋藤真成 - 真正極楽寺（真如堂）第53世貫主、洋画家、元・京都教育大学教授
- 曽姪孫：黒羽根忠雄 - 医学博士、医師
- 玄姪孫：黒羽根洋司 - 整形外科医師、エッセイスト

## 参考資料
- 『庄内人名辞典』 大瀬欽哉（代表編者） 致道博物館内「庄内人名辞典刊行会」（発行）
- 『懐かしき人々―父の父たちの物語―』 黒羽根洋司（著）